# Ritsuko Okazaki
Ritsuko Okazaki  (岡崎 律子 Okazaki Ritsuko?), född 29 december 1959, död 5 maj 2004, var en japansk singer/songwriter född på Hashimaön i Nagasakiprefekturen. Hon gjorde sin professionella debut med singeln Kanashii Jiyū / Koi ga, Kiete Yuku den 3 mars 1993.

## Biografi

### Privatliv
Ritsuko Okazaki föddes den 29 december 1959 på Hashimaön i Nagasakifrefekturen. Under sin skoltid spelade hon badminton och jobbade deltid på ett bageri, där hon tillbringade mycket av sin tid. Hon övade dessutom tillsammans med två kamrater i deras gemensamma band Eleanor (エレナー?). Deras första låt var ame ga kureta mono (雨がくれたもの?).

### Karriär
Ritsuko Okazaki gjorde sin debut som sångare/låtskrivare 1993. Hon fortsatte att skriva och sjunga, och gav ut totalt 7 singlar och 6 studioalbum under 90-talet. Hon skrev även låtar för seiyūs.
Under 2000-talet blev hon mer involverad med anime och skrev och sjöng in flera låtar till bland annat Fruits Basket, Love Hina och Princess Tutu. Hon skrev även musiken till datorspelet Symphonic Rain.
2002 bildade Okazaki tillsammans med Megumi Hinata duon Melocure. De följande två åren släppte de flera singlar och ett album, Melodic Hard Cure. Under tre år skrev Okazaki låtar för bland annat Megumi Hayashibara, Mayumi Iizuka, och Yui Horie.
Okazaki skrev även låtar åt YAMAHA Music Foundation till sångutbildning för barn, bland annat låten "Hello! Puppuru" (Hello! ぷっぷる?), samt flera låtar som spelades in av andra sångare.

### Död
Den 5 maj 2004 dog Ritsuko Okazaki plötsligt till följd av en septisk chock orsakad av sepsis. Innan hennes död under 2003 hade man funnit att hon led av magcancer, men trots det fortsatte hon att arbeta. Den informationen offentliggjordes först i CD-fodralet till ljudspåret som följde med den förnyade versionen av spelet Symphonic Rain.

## Diskografi[6][7]

### Singlar
- Kanashii Jiyū / Koi ga, Kiete Yuku  (悲しい自由 / 恋が、消えてゆく?) - 3 mars 1993
- Sai'ai / Jūnigatsu no Yuki no Hi  (最愛 / 12 月の雪の日?) - 23 februari 1994
- Chōkyori Denwa / Girlfriend  (長距離電話 / Girlfriend?) - 15 september 1994
- Riguretto ~Koibito Nara~ / Shigatsu no Yuki  (リグレット～恋人なら～ / ４月の雪?) - 25 april 1996
- A Happy Life / Hamingu  (A Happy Life / ～ハミング～?) - 25 augusti 1996
- Rain or Shine -Futte mo Harete mo- / White Land  (Rain or Shine －降っても晴れても－ / White Land?) - 25 oktober 1997
- L'aquoiboniste (Muzōsa Shinshi) / Moonshadow  (L'aquoiboniste (無造作紳士) / Moonshadow?) - 8 december 1999
- For Furutsū Basuketto / Chiisana Inori  (For フルーツバスケット / 小さな祈り?) - 25 juli 2001
- Morning Grace - 23 oktober 2002

### Album
- Sincerely yours - 24 mars 1993
- Joyful Calendar - 23 mars 1994
- A Happy Life - 25 maj 1996
- Ritzberry Fields - 21 augusti 1997
- Rain or Shine - 25 oktober 1997
- Ohayō  (おはよう?) - 6 november 1998
- Love Hina Okazaki Collection - 15 december 2001
- Love Hina Self Cover Album - 16 december 2001
- Life is lovely. - 5 februari 2003
- Sister Princess RePure Twelve Angels 12 Characters Ending Songs - 5 februari 2003
- For Ritz - 29 december 2004
- Love & Life: private works 1999-2001 - 5 maj 2005